# Crespi-Hinterlader
Der Crespi-Hinterlader wurde von 1770 bis 1779 von Österreich für eine kurze Zeit genutzt und war somit das erste reguläre militärische Hinterladergewehr.

## Entwicklungsgeschichte
Waffen mit nach oben zu öffnendem Kammerklappverschluss waren in England schon um 1660 bekannt. Erhalten ist ebenfalls ein Exemplar aus etwa 1680 von Peter Duringer aus Mainz. Spätere Exemplare sind nicht überliefert; erst in den 1760er Jahren entdeckten die beiden Mailänder Ambroglia Gorla und Giuseppe Crespi das Prinzip wieder. Welche Rolle Gorla bei der Entwicklung spielte, ist nicht bekannt; das System wurde auf jeden Fall nach Crespi benannt.
Giuseppe Crespi war von Beruf Schlosser und stellte sein System der Österreichischen Armee in Mailand vor. Darauf wurde er nach Wien eingeladen. Kaiser Joseph II. wurde auf die Waffe aufmerksam und ordnete im Oktober 1770 Versuche an. Zwei Kommissionen sahen das System als vielversprechend an. Joseph II ordnete daraufhin die Umänderung von Gewehren an; 351 Stück wurden bis Juni 1771 fertiggestellt. 1772 startete Österreich eine Ausschreibung über weitere 2000 Gewehre. Diese Ausschreibung gewann eine Arbeitsgemeinschaft der Büchsenmacher aus Ferlach. Crespi wies dort die Arbeiter in der Produktion seines Systems an.
Wie viele Erfinder dieser Zeit machte Crespi die Erfahrung, dass Regierungen die Erfindungen gerne aufgriffen, jedoch ungern dafür bezahlten. Als Crespi bemerkte, dass seine Hilfe nicht mehr benötigt wurde, fragte er nach einer staatlichen Anstellung, einer Leibrente oder einem Pauschalbetrag. Ende 1772 einigte man sich schließlich auf einen Pauschalbetrag und Crespi verließ Wien.
Gorla, Crespis früherer Geschäftspartner, forderte einen Anteil und ging gegen Crespi in Mailand gerichtlich vor. Im Februar 1778 wies das Gericht Gorlas Ansprüche ab. Auf jeden Fall brachte die Erfindung für Crespi keinen finanziellen Erfolg; er starb in Armut und seine Erfindung geriet in Vergessenheit.
Gewehre mit dem Crespi-System wurden von dem Londoner Büchsenmacher Urs Egg in 1784 hergestellt. Eine kleinere Anzahl dieser Waffen wurde in der British Army eingeführt. Henry Nock, ein weiterer Londoner Büchsenmacher, versuchte sich 1787 an einer Variante des Verschlusses. Der US-Amerikaner John H. Hall fertigte ab 1811 ein Gewehr, das nach dem gleichen Prinzip aufgebaut sich aber in technischen Details unterschied. Eine spätere Version des Hall-Gewehres wurde in der United States Army eingeführt. Erst das M1819 Hall rifle war das erste gebrauchstaugliche Hinterladergewehr.

## Technik

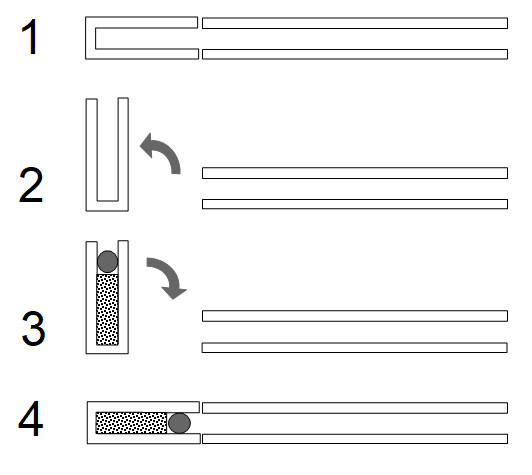
Prinzip des Kammerklappverschlusses:
1: Kammer eingeklappt
2: Kammer wird zum Laden aufgestellt
3: Pulver und Geschoss geladen
4: Kammer wieder eingeklappt

Das Crespi-System ist eine Aptierung der damals üblichen Vorderlader mit Steinschloss. Der hintere Teil des Laufes, die Kammer, war getrennt vom vorderen Teil (Flug). Die Kammer war durch ein Scharnier beweglich und konnte zum Laden vertikal aufgestellt werden. In die aufgestellte Kammer wurde das Schwarzpulver geschüttet und die Kugel darauf gelegt. Zum Abschuss wurde der hintere Teil horizontal umgelegt. Die beiden Laufteile wurden durch einen Hebel, der in einer Haltevorrichtung arretierte, fest zusammengehalten. Jedoch wurden die flachen Kontaktflächen der Kammer und des Laufs lediglich aufeinander gedrückt; eine Gasdichtigkeit war so nicht gewährleistet.
Die an die Kavallerie ausgegebenen Waffen verfügten über ein langes Bajonett. Wenn es nicht aufgepflanzt war, dann wurde es unter dem Vorderschaft, mit der Spitze verkehrt herum, eingehängt.
Die typische Länge der Waffe war 123 cm bei einem Kaliber von 19 mm.

## Einsatz
Crespi-Gewehre wurden von 1770 bis 1779 von Teilen der österreichischen Infanterie und der Dragoner verwendet. Einige Einheiten kämpften damit im Bayrischen Erbfolgekrieg. Die mangelnde Gasdichtheit führte bei den Schützen zu Verbrennungen, weswegen die Gewehre zurückgezogen wurden. Durch den Druckverlust war auch die Reichweite geringer als die zeitgenössischer Vorderlader.
Später wurden die Waffen nur noch zeitweise ausgegeben, so an Freiwilligenverbände im Ersten Koalitionskrieg 1793.